# Paździory
Paździory – część miasta Oświęcimia, w jego południowej części. Obejmuje obszar wzdłuż ulicy Paździory, w widłach ulic Zaborskiej i Batorego.
Dawniej była to zachodnia część wsi Zaborze, która do 1932 roku stanowiła gminę jednostkową w powiecie oświęcimskim, a po jego zniesieniu w powiecie bialskim (1932–34), w województwie krakowskim. 15 września 1934 Zaborze utworzyło gromadę Zaborze, jedną z 13 gromad nowo powstałej (1 sierpnia 1934) zbiorowej gminy Oświęcim.
W związku z reformą administracyjną kraju jesienią 1954, zachodnią część gromady Zaborze (Paździory) włączono do Oświęcimia. 